# Romoexpress
Die Romoexpress ist eine Doppelendfähre für den kombinierten Auto- und Personentransport, die seit November 2019 zwischen dem dänischen Hafen von Havneby auf der Insel Rømø und dem deutschen List auf Sylt von der Rømø-Sylt-Linie eingesetzt wird. Das 1991 gebaute Schiff war zuvor als Tresfjord im Dienst.
Der Name ist weder auf Deutsch noch auf Dänisch korrekt geschrieben.

## Geschichte
Die kombinierte Personen- und Fahrzeugfähre wurde bei der Werft Eide Contracting in Høylandsbygd in Auftrag gegeben. Eide Contracting geriet Anfang der 1990er-Jahre in finanzielle Schieflage, woraufhin das Schiff von der Fiskerstrand Verft in Fiskerstrand fertiggestellt wurde. Die Fähre wurde für Møre og Romsdal Fylkesbåtar (eine Vorgängergesellschaft von Fjord1) gebaut. Nach der Ablieferung im April 1991 wurde sie unter dem Namen Tresfjord auf der Fährverbindung Molde–Vestnes eingesetzt.
2010 erfolgte ein umfassender Umbau bei STX Norway Offshore in Langsten/Tomrefjord, bei dem der Antrieb auf Gasbetrieb (LNG) umgestellt wurde. Von Februar 2011 bis Januar 2019 bediente das Schiff die Fährverbindung Flakk–Rørvik und wurde danach bis Mai 2019 als Reservefähre für die ursprünglich bediente Strecke vorgehalten. Im August 2019 wurde die Fähre verkauft und am 2. September 2019 an den neuen Eigner übergeben. Am 3. September 2019 wurde sie zum Umbau in die BLRT-Werft in Tallinn gebracht.
Seit dem 12. November verkehrt die in Romoexpress umbenannte Fähre auf der Rømø-Sylt-Linie. Der ursprünglich geplante Einsatztermin ab dem 5. November 2019 war wegen technischer Probleme verschoben worden.

## Galerie

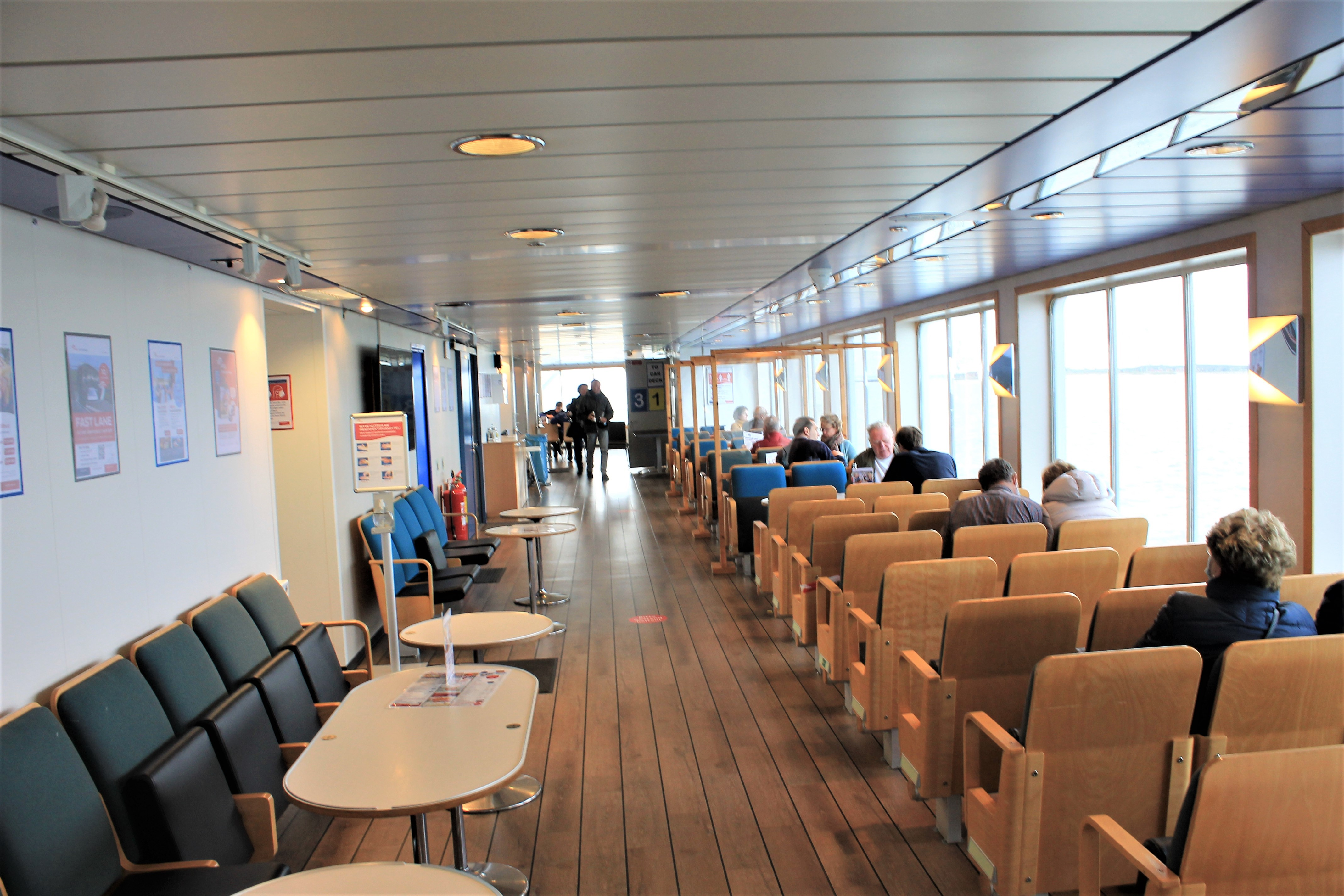
Passagierbereich
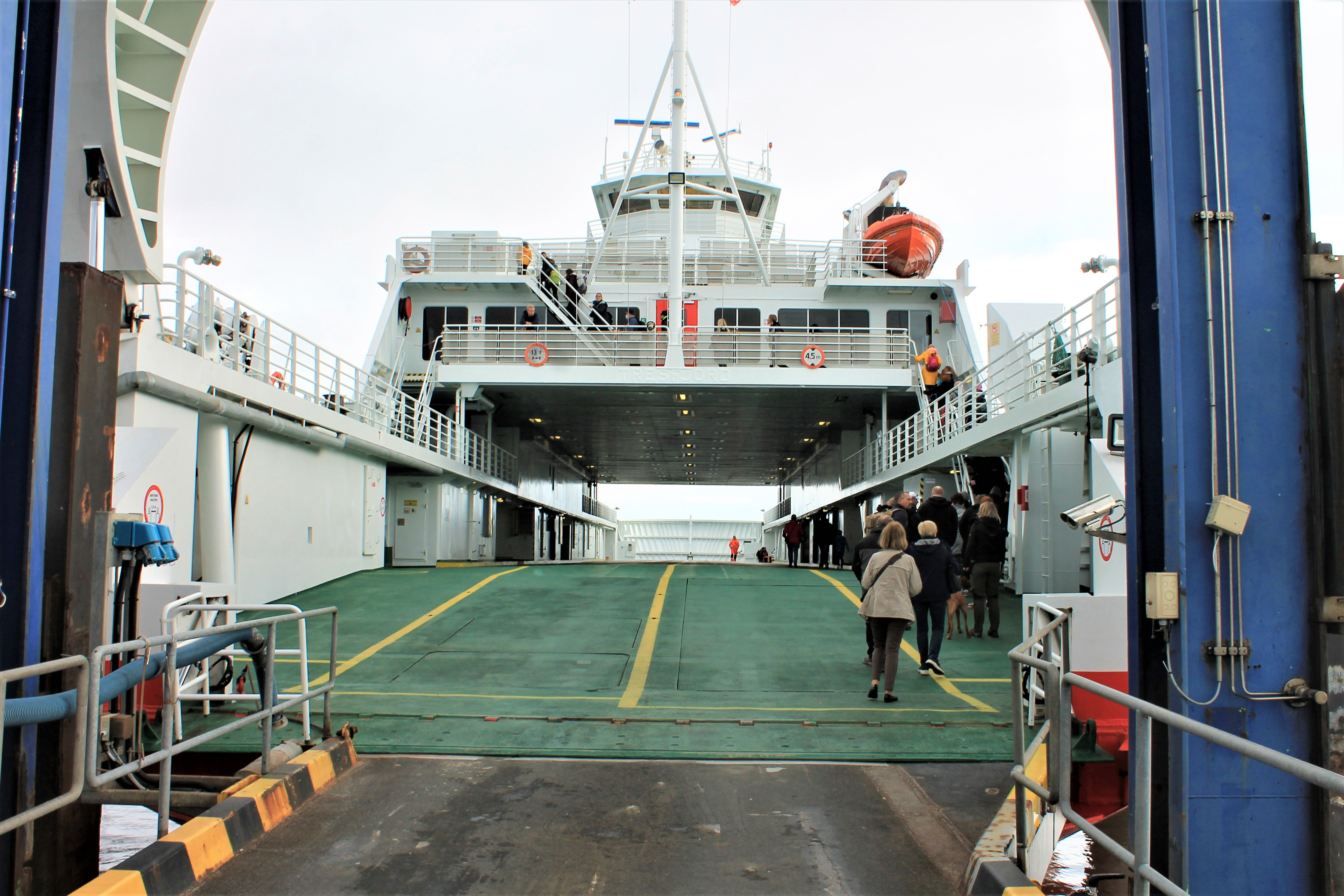
Fahrzeugdeck

## Technische Daten
Das Schiff wird von zwei Elektromotoren angetrieben, die auf zwei Propellergondeln wirken. Für die Stromerzeugung stehen zwei Generatoren zur Verfügung, die von einem Viertakt-Sechszylinder-Dieselmotor des Herstellers Bergen Engines (Typ: BRM-6) oder von einem Neunzylinder-Gasmotor des Herstellers Bergen Engines (Typ: C25:33L9AG), der Anfang der 2010er-Jahre bei STX Langsten nachgerüstet worden war, angetrieben werden können. Zusätzlich steht ein von einem Volvo-Penta-Dieselmotor (Typ: D12) angetriebener Notgenerator zur Verfügung.